# Knoxatollen

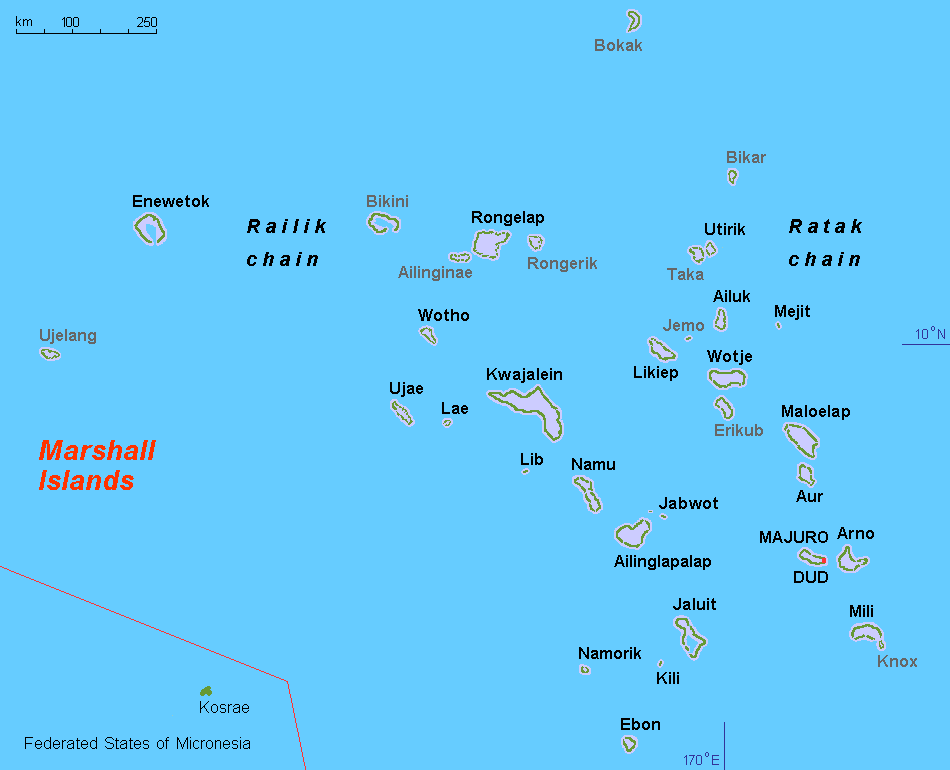
Marshallöa, Knox till vänster nedanför Majuro

Knoxatollen (Marshallesiska Nadikdik, även Narikirk) är en atoll bland Rataköarna i norra Stilla havet och tillhör Marshallöarna.

## Geografi
Knox ligger ca 180 km sydöst om huvudön Majuro.
Atollen är en korallatoll och har en total areal om ca 4, 4 km² med en längd på ca 11 km och ca 2 km bred. Landmassa är på ca 0,98 km² och en lagun på ca 3,42 km² (1). Atollen är den sydligaste bland Rataköarna och består av ca 18 öar och den högsta höjden är på endast ca 5 m ö.h. (2). De större öarna är
- Nadikdik, huvudön, i den sydöstra delen
- Aelingeo, även Aelon Eo i den nordvästra delen
- Nariktal, i den centrala delen

Förvaltningsmässigt tillhör den obebodda atollen "municipality" (kommun) Mili som ligger bara ca 2 km sydväst.

## Historia
Rataköarna har troligen bebotts av mikronesier sedan cirka 1000 f.Kr. och några öar upptäcktes redan 1526 av spanske kaptenen Alonso de Salazar.
Knox upptäcktes den 25 juni 1788 av brittiske kaptenerna Thomas Gilbert och William Marshall (4). Öarna hamnade senare under spansk överhöghet.
Neuguinea-Compagnie, ett tyskt handelsbolag köpte ögruppen från Spanien och etablerades sig på Rataköarna kring 1885 och öarna blev då ett eget förvaltningsområde tills de i oktober 1885 blev ett tyskt protektorat och då blev del i Tyska Nya Guinea.
Under första världskriget ockuperades området i oktober 1914 av Japan som även erhöll förvaltningsmandat, det Japanska Stillahavsmandatet, över området av Nationernas förbund vid Versaillesfreden 1919.
Under andra världskriget användes ögruppen som militärbas av Japan tills USA erövrade området 1944. Därefter hamnade ögruppen under amerikansk överhöghet. 1947 utsågs Marshallöarna tillsammans med hela Karolinerna till "Trust Territory of the Pacific Islands" av Förenta nationerna och förvaltades av USA.